# Babiana engysiphon
Babiana engysiphon är en irisväxtart som beskrevs av John Charles Manning och Peter Goldblatt. Babiana engysiphon ingår i släktet Babiana och familjen irisväxter. Inga underarter finns listade i Catalogue of Life.